# جان بيير بلانشار

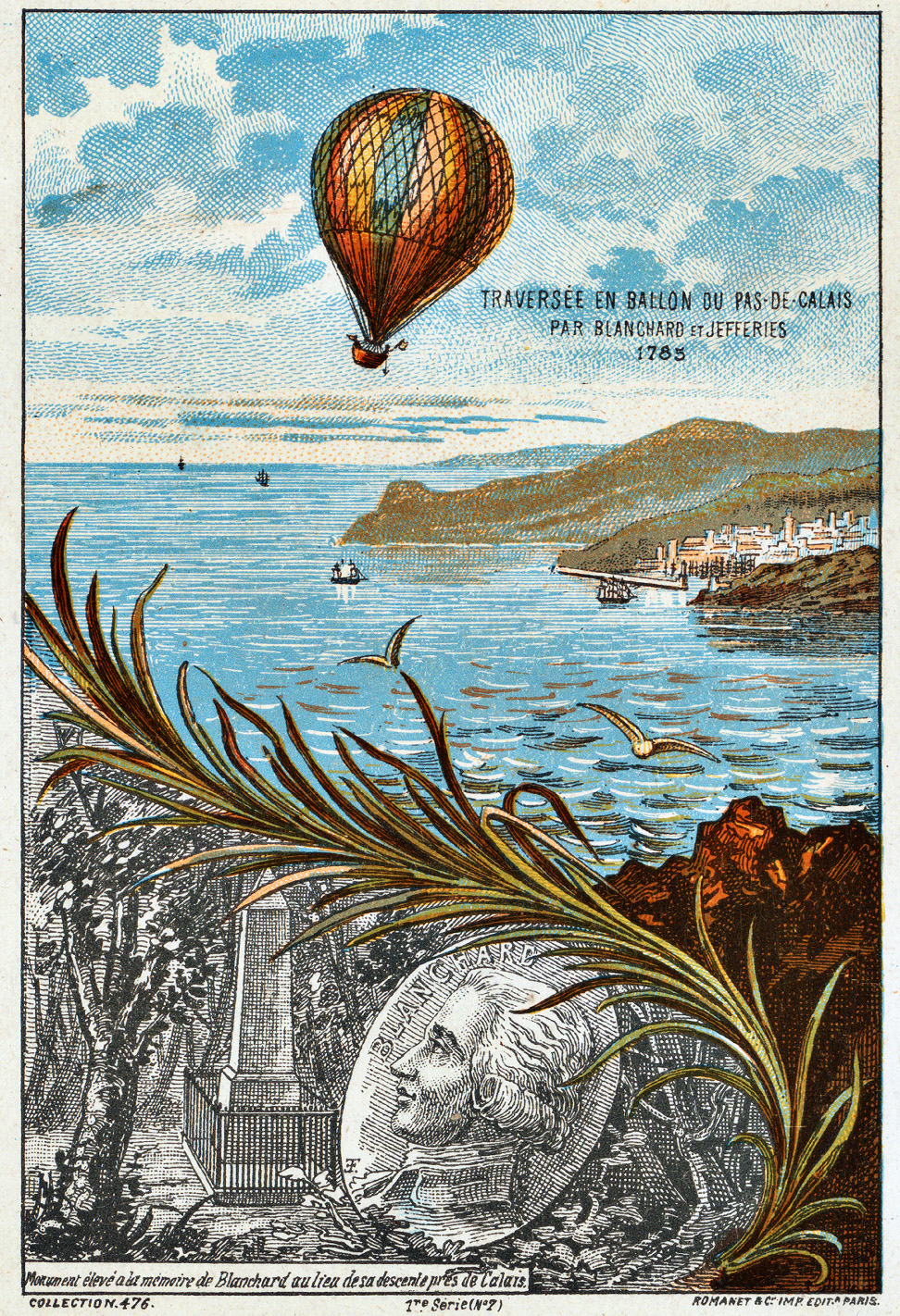
عبور القناة الإنكليزية سنة 1785م.

فرنسوا بلانشار أو جان بيير بلانشار (بالفرنسية: Jean-Pierre Blanchard)‏ (1166-1224هـ/1753-1809م) هو مخترع فرنسي. اشتهر بأنه مخترع مظلة الهبوط (1785). أول من استطاع برفقة الدكتور جون جيفريز (1785) أن يعبر القناة الإنكليزية جواً.

## معرض صور

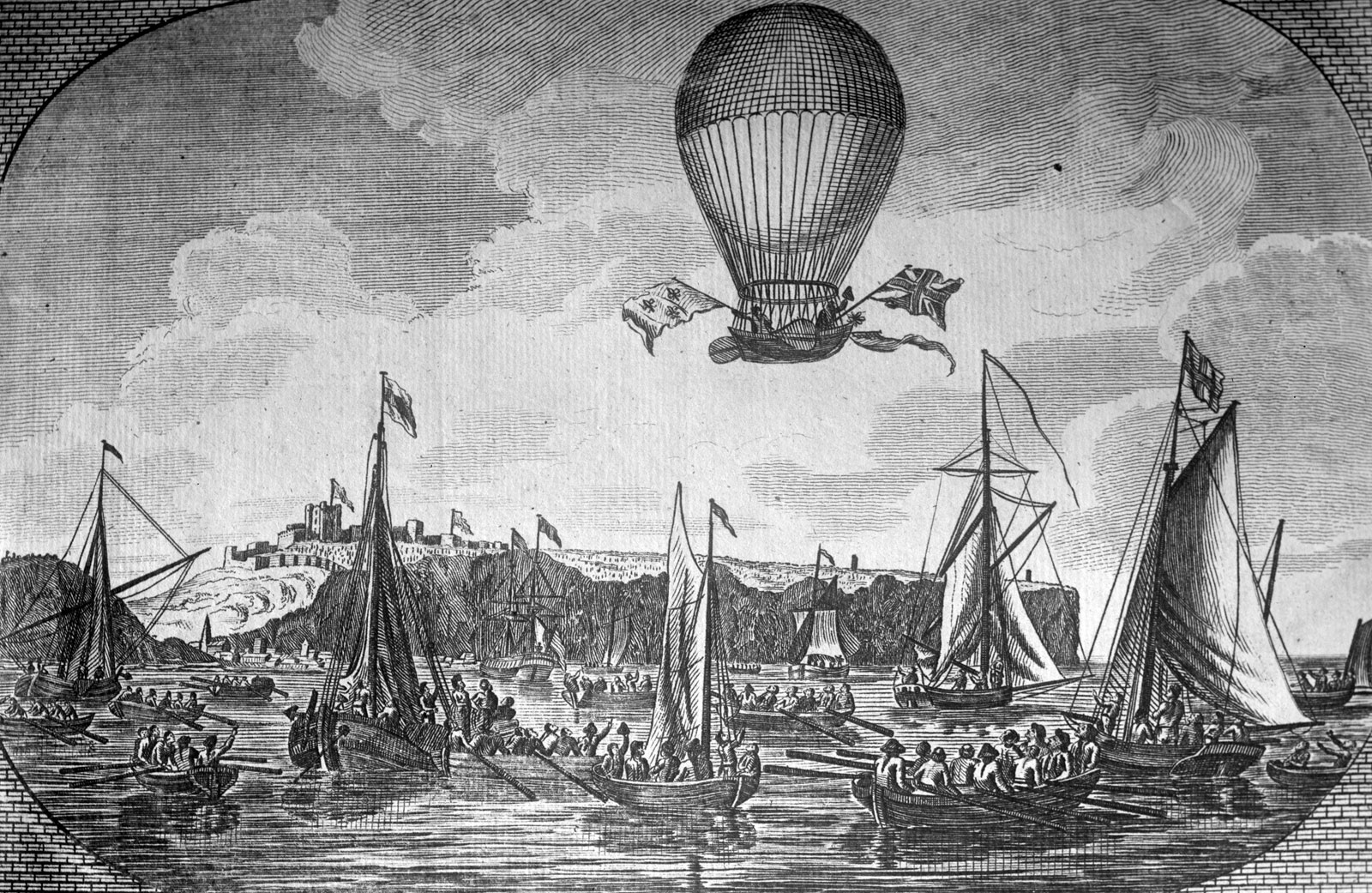
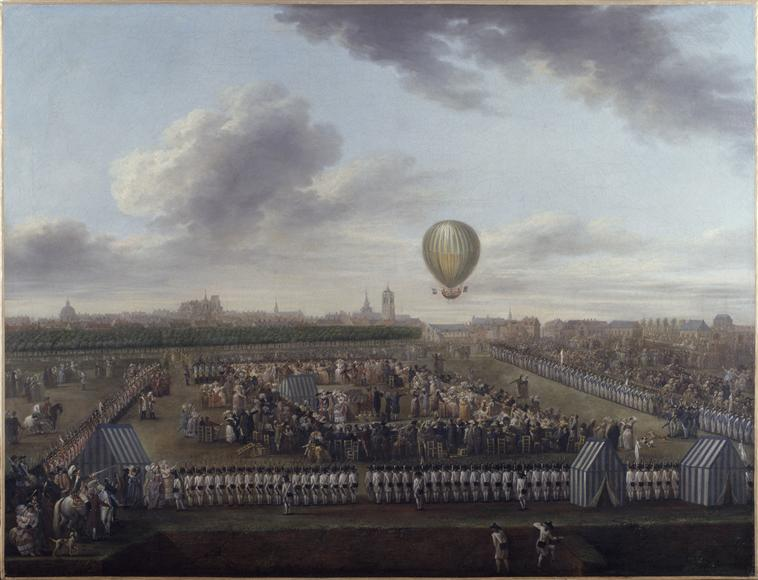
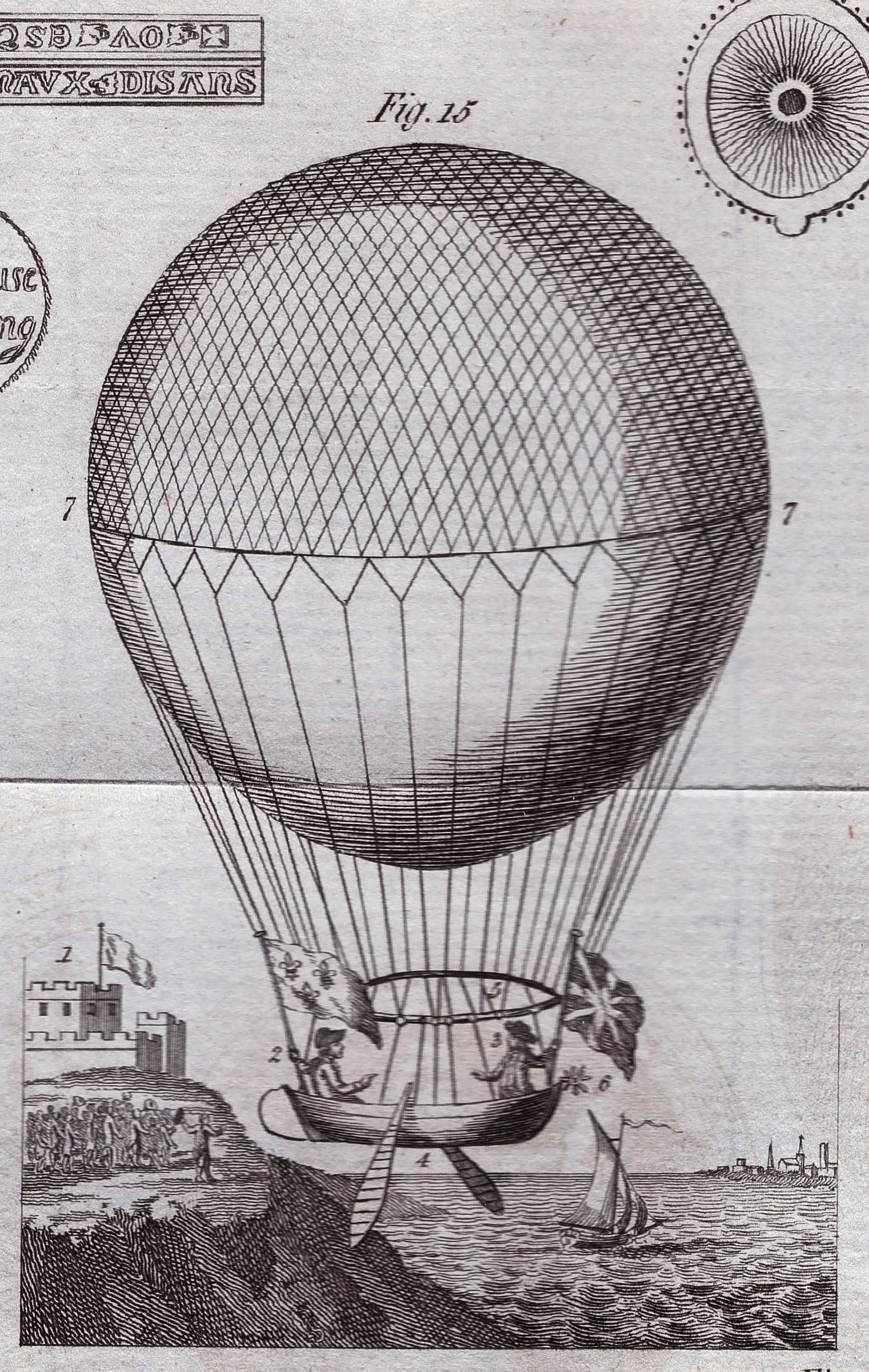
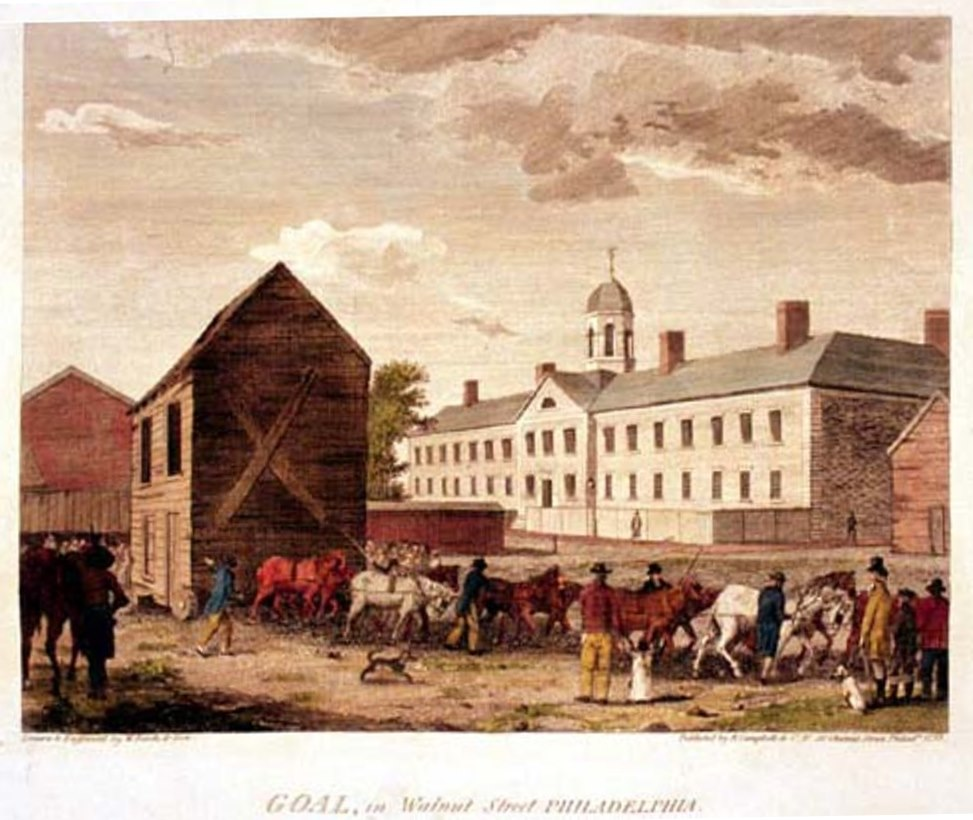

## روابط خارجية
- جان بيير بلانشار على موقع الموسوعة البريطانية (الإنجليزية)